# Moleculaire wolk

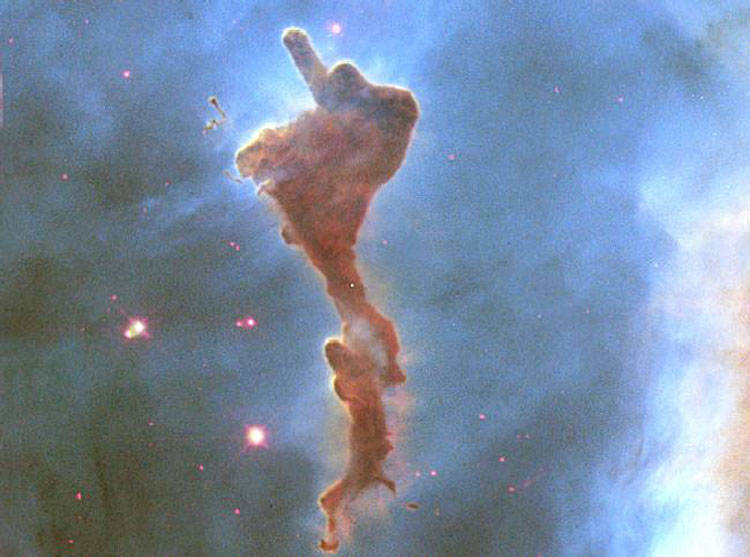
Deze moleculaire wolk is afgebroken van de Eta Carina Nevel. Dit plaatje heeft een breedte van ongeveer twee lichtjaren en is genomen door de Hubble Space Telescope in 1999.

Een moleculaire wolk is een interstellaire wolk waarvan de dichtheid en omvang de vorming van moleculaire waterstof (H2) toelaat.
Dit molecuul is moeilijk te detecteren. Het molecuul dat het meest gebruikt wordt om H2 op te sporen is CO (koolstofmonoxide). Er is een constante verhouding tussen CO en H2. Er zijn meer dan 100 verschillende soorten moleculen in moleculaire wolken gedetecteerd. De meeste moleculen worden gedetecteerd door middel van (sub)millimeterwaarnemingen. Optisch zijn moleculaire wolken zichtbaar als absorptienevels.

## Voorkomen

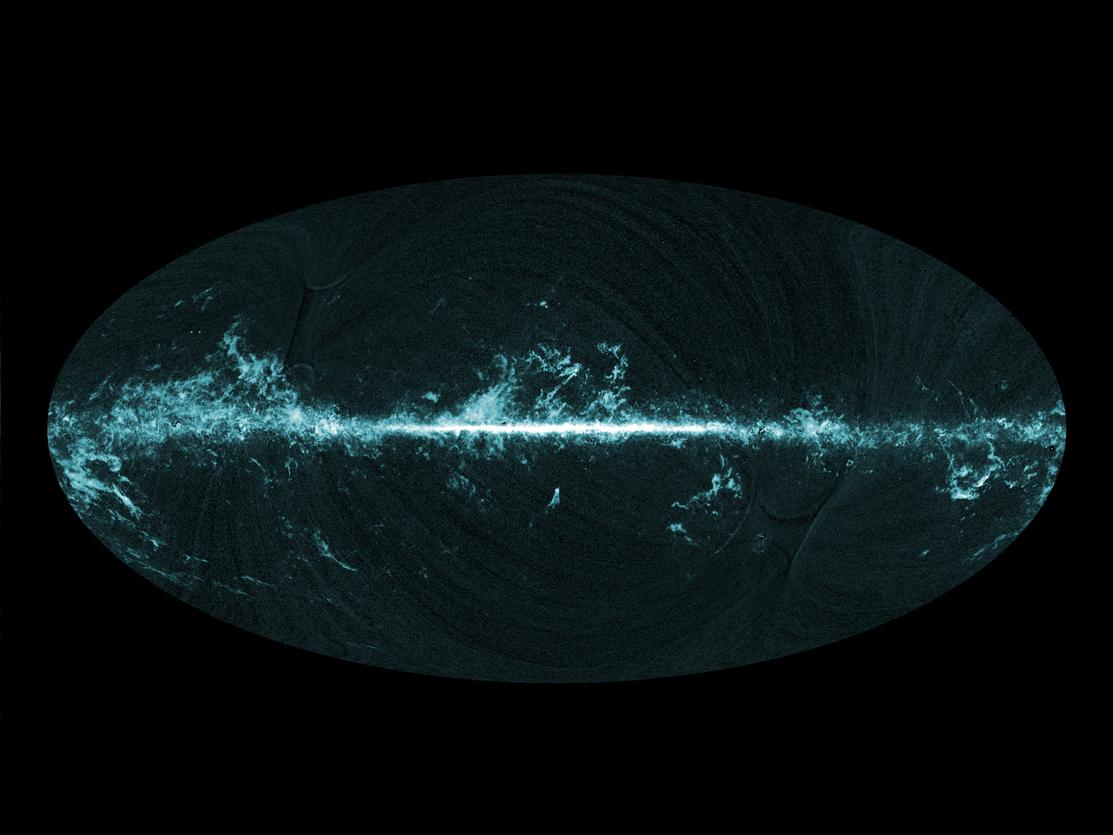
De verdeling van moleculaire (CO) wolken in de Melkweg gemeten door Planck Observatory

In de Melkweg maken moleculaire wolken ruwweg de helft uit van de totale gasmassa binnen de baan van de zon. Zij maken dus een significant deel uit van de Melkweg.
Zij bevinden zich hoofdzakelijk in de spiraalarmen, in een schijf van 50 – 75 parsec dik.

### Moleculaire reuzenwolken
|                                   | Clouds | Clumps | Cores    |
| --------------------------------- | ------ | ------ | -------- |
| Massa (M☉)                        | 103-4  | 50-500 | 0,5-5    |
| Grootte (pc)                      | 2-15   | 0,3-3  | 0,03-0,2 |
| Gemiddelde dichtheid n(H2) (cm−3) | 50-500 | 103-4  | 104-5    |
| Gas temperatuur (K)               | ≈10    | 10-20  | 8-12     |

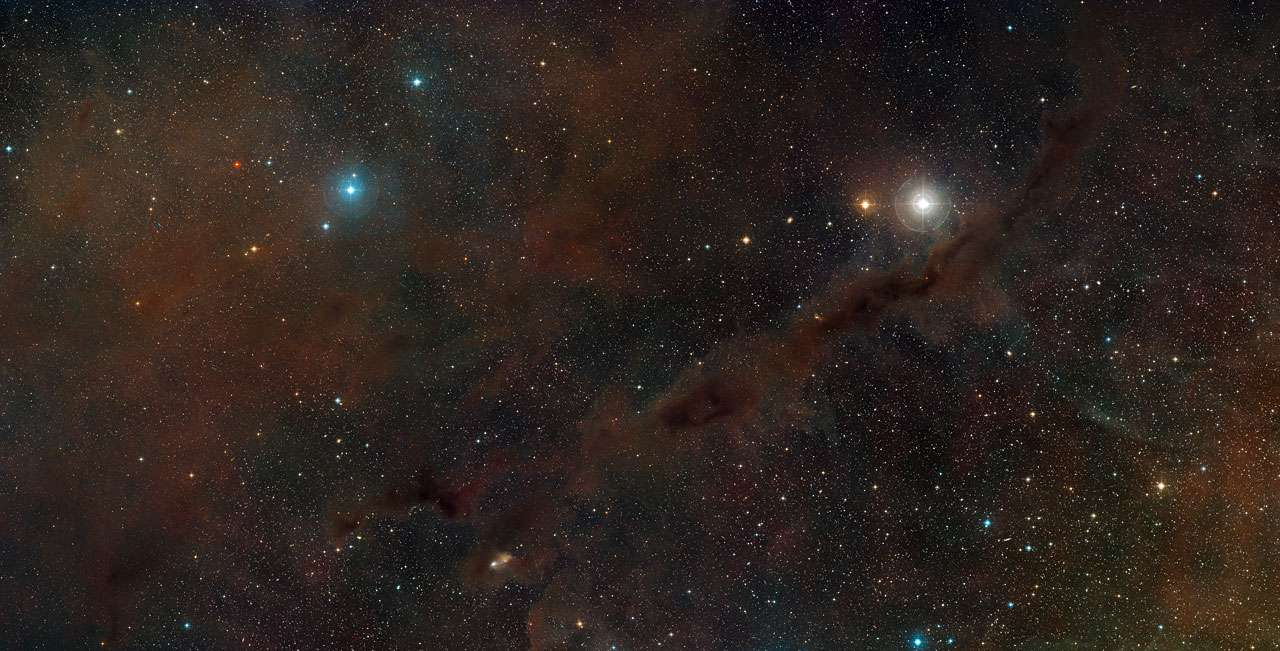
GMC's in de Stier die deel uitmaken van het Taurus/Auriga complex

De wolken hebben diverse afmetingen, maar de belangrijkste zijn de moleculaire reuzenwolken (GMC’s: Giant Molecular Clouds).
Ze zijn tot enkele honderden lichtjaar groot en kunnen een massa hebben van enkele miljoenen zonsmassa's. Ze bevatten structuren op alle schalen, die clouds, clumps, en cores genoemd worden.
Het zijn de meest actieve gebieden in sterrenstelsels. In de dichtste cores worden in grote hoeveelheden sterren en planeten gevormd. Deze wolken bevatten dan ook vaak H-II-gebieden die over intergalactische afstanden zichtbaar zijn.

### Kleine moleculaire wolken

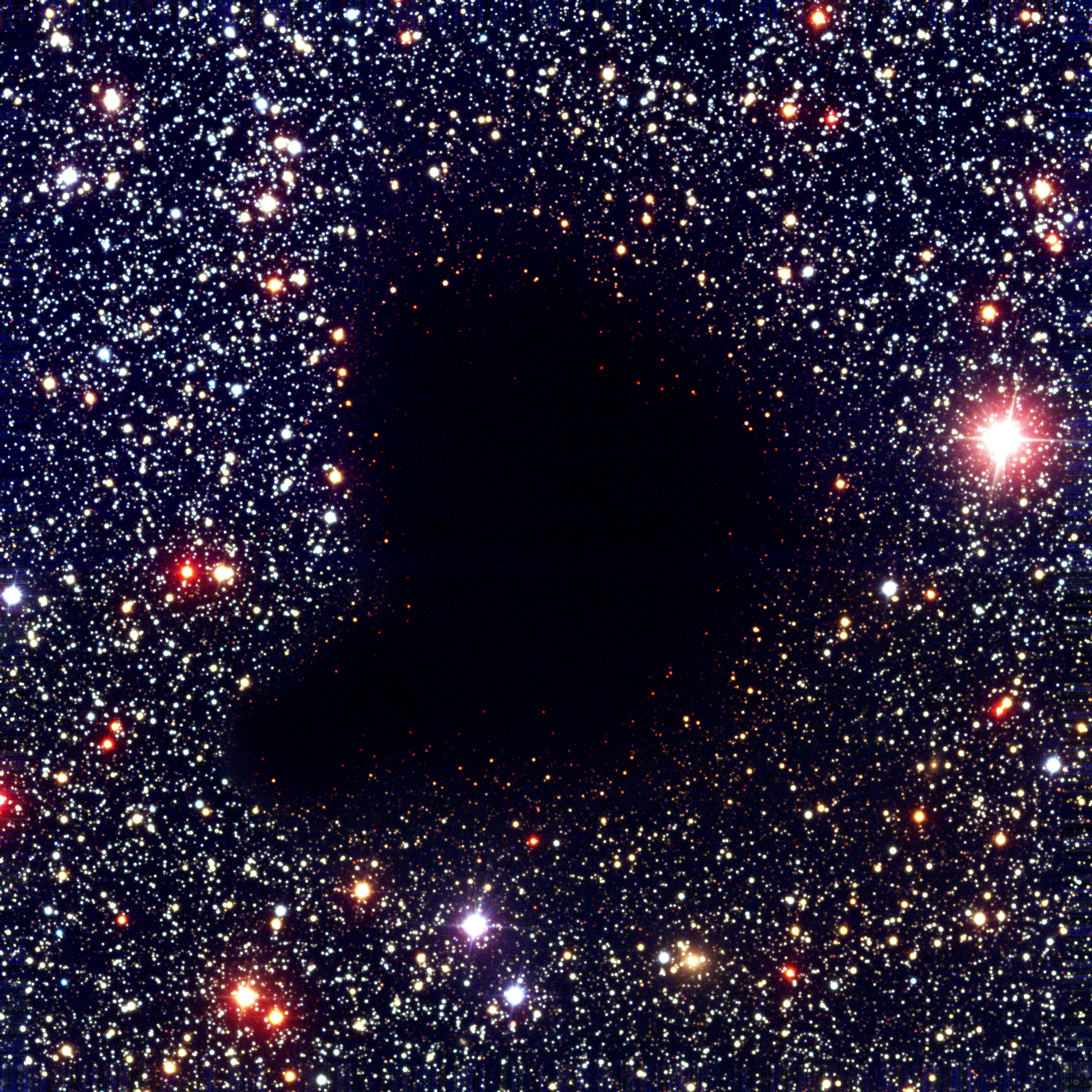
De bolwolk Barnard 68

Bolwolken (Bok-globulen of Barnard-objekten) zijn geïsoleerde wolken die door de zwaartekracht gebonden zijn met een massa minder dan een paar honderd zonsmassa's. De dichtste delen van deze wolken zijn vergelijkbaar met cores in de GMC's.

### Diffuse moleculaire wolken
In 1984 ontdekte IRAS een nieuw soort diffuse moleculaire wolken. Dit zijn diffuse filamentaire wolken die zichtbaar zijn op hoge galactische breedte (ver van het vlak van de Melkweg). Sommige hiervan waren eerder bekend als HLC's (High Latitude Clouds).

## Processen

### Stervorming
Sterren worden uitsluitend in moleculaire wolken gevormd. Dit komt door hun lage temperatuur (<10 - 100K) en hoge dichtheid (103 tot 106 H2 moleculen per cm3). Als gevolg van hun grote dichtheid zijn zij onderhevig aan gravitatiekrachten waardoor sterren kunnen ontstaan. De vorming van de protoster kan niet direct waargenomen worden omdat zij door het dichte gas en stof aan het zicht onttrokken wordt (zie interstellaire extinctie). Zij kan pas geobserveerd worden wanneer ze zelf licht uit gaat stralen. Wij zien haar dan in het infrarood als YSO (Young Stellar Object). Door de steeds toenemende gravitatie wordt het omringende materiaal naar de ster toegezogen. Men denkt dat in dit materiaal de latere planeten ontstaan. Een deel van het gas rond YSO's wordt weer weggeschoten in bipolaire outflows, die vooral zichtbaar zijn in lijnen van CO.